# Жоллес-Грожан, Марион
Марио́н Жолле́с-Грожа́н (фр. Marion Jollès Grosjean; род. 8 декабря 1981, Мо, Сена и Марна, Франция) — французская телеведущая и журналистка.

## Биография
Изучала журналистику в Париже, одновременно стажировалась на радио в качестве стрингера. После окончания со степенью магистра на английском языке, она училась шесть месяцев в Канаде, а затем вернулась во Францию, где окончила с особой степенью (DESS) в двуязычной журналистике (на французском и английском языках).
Начала работать на канале «Eurosport». Затем она вела в 2005 году на «TF1» короткую программу о безопасности на дороге «La Bonne Conduite». С марта 2009 года была одним из организаторов телепрограммы о Формуле-1, затем вела программу о футболе, в том числе в рамках телевизионных трансляций Чемпионата мира 2010 года.

## Личная жизнь
С 2 июня 2012 года Марион замужем за автогонщиком Роменом Грожаном, с которым она встречалась 4 года до их свадьбы. У супругов есть два сына — Саша Грожан (род.29.07.2013) и Симон Грожан (род.16.05.2015), а также дочь Камилла (род. 31.12.2017) .